# Plocoscelus niger
Plocoscelus niger är en tvåvingeart som beskrevs av Ignaz Rudolph Schiner 1868. Plocoscelus niger ingår i släktet Plocoscelus och familjen skridflugor. Inga underarter finns listade i Catalogue of Life.